# تورونچووا
تورونجووا (به ترکی استانبولی: Turunçova) شهری است در کشور ترکیه که در استان آنتالیا واقع شده‌است. جمعیت این شهر بر اساس سرشماری سال ۲۰۰۸ میلادی ۸٬۵۴۹ نفر و بر اساس برآوردهای سال ۲۰۰۹ میلادی ۸٬۴۶۹ نفر می‌باشد.